# Derek Riddell
Pour les articles homonymes, voir Riddell.
Derek Riddell est un acteur britannique né le 11 janvier 1967 à Glasgow en Écosse.

## Filmographie

### Cinéma
- 1994 : Broken Heart
- 2007 : Jonathan Toomey : Le Miracle de Noël : Parson
- 2008 : A Previous Engagement : l'hôte d'accueil de l'hôtel
- 2012 : Twenty8k : DI Mellis
- 2017 : Mary Shelley : William Baxter
- 2018 : Les Animaux fantastiques : Les Crimes de Grindelwald : Torquil Travers

### Télévision
- 1992-1993 : Strathblair : Alec Ritchie
- 1995-2000 : Taggart : Stevie et Dr Costello (2 épisodes)
- 1996-2002 : Casualty : Lewis et Jeff Marriot (2 épisodes)
- 1997 : The Bill : Inspecteur Goodman (1 épisode)
- 1997-1998 : Coronation Street : Adam Newbould (3 épisodes)
- 2001 : Urban Gothic : Billings (1 épisode)
- 2002 : Where the Heart Is : Ray Wilson (1 épisode)
- 2002 : MI-5 : Steven (1 épisode)
- 2002-2003 : The Book Group : Rab (12 épisodes)
- 2003 : Clocking Off : Jamie Campbell (6 épisodes)
- 2004-2006 : No Angels : Dr Jamie Patterson (20 épisodes)
- 2006 : Doctor Who : Sir Robert (1 épisode)
- 2007 : Inspecteurs associés : James Lecroix (8 épisodes)
- 2007-2009 : Ugly Betty : Stuart (7 épisodes)
- 2008 : Terminator : Les Chroniques de Sarah Connor : Lachlan Weaver (1 épisode)
- 2009 : Londres, police judiciaire : Dr Alec Merrick (1 épisode)
- 2010 : Five Days : Nick Durden (5 épisodes)
- 2011 : M.I. High : Edward Dixon Halliday (1 épisode)
- 2011 : Meurtres au paradis : Patrick Knight (1 épisode)
- 2012 : DCI Banks : Simon Harris (2 épisodes)
- 2013 : Affaires non classées : Michael Trenter (2 épisodes)
- 2013 : Frankie : Andy Peat (6 épisodes)
- 2013-2016 : Ripper Street : Constantine (2 épisodes)
- 2014 : The Village : Bill Gibby (6 épisodes)
- 2014-2022 : Happy Valley : Richard Cawood (7 épisodes)
- 2015 : Inspecteur George Gently : Walter Nunn (2 épisodes)
- 2015 : Flics toujours : Craig Bentham (1 épisode)
- 2016 : Inspecteur Barnaby : Des McCordell (1 épisode)
- 2016 : Undercover : Paul Brightman (6 épisodes)
- 2016 : The Missing : Adam Gettrick (6 épisodes)
- 2017 : W1A : Clive Cook (2 épisodes)
- 2017 : Gunpowder : King James I (3 épisodes)
- 2018 : Hard Sun : Roland Bell (6 épisodes)
- 2018 : Action Team : Anne (6 épisodes)
- 2019 : Shetland : Chris Brooks (5 épisodes)
- 2019 : A Confession : Pete (6 épisodes)
- 2019-2022 : Gentleman Jack : Capitaine Sutherland (4 épisodes)
- 2020 : Industry : Clement Cowan (6 épisodes)

### Jeu vidéo
- 2011 : The Last Story : Lowell
- 2012 : Fable: The Journey : voix additionnelles
- 2014 : Dragon Age: Inquisition : Professeur Bram Kenric
- 2015 : Dragon Age: Inquisition - Trespasser : Professeur Bram Kenric
- 2020 : Beyond a Steel Sky : Tarquin